# Trofee Maarten Wynants 2012 (mannen)
De 2de editie van de Belgische wielerwedstrijd Trofee Maarten Wynants voor mannen werd verreden op 12 mei 2012. De start en finish vonden plaats in Houthalen-Helchteren. De winnaar was Jelle Wallays, gevolgd door Clément Lhotellerie en Bert De Waele.

## Uitslag
| Trofee Maarten Wynants 2012 |                     |                                    |        |
| Plaats                      | Naam                | Ploeg                              | Tijd   |
| Winnaar                     | Jelle Wallays       | Topsport Vlaanderen-Mercator       | 3u 54' |
| 2                           | Clément Lhotellerie | Colba-Superano Ham                 | z.t.   |
| 3                           | Bert De Waele       | Landbouwkrediet-Euphony            | z.t.   |
| 4                           | Giorgio Brambilla   | Leopard-Trek Continental Team      | z.t.   |
| 5                           | Kevin Verwaest      | Bofrost-Steria Continental Team    | z.t.   |
| 6                           | Malcolm Rudolph     | Drapac Cycling                     | z.t.   |
| 7                           | Stijn Ennekens      | An Post-Sean Kelly                 | z.t.   |
| 8                           | Boris Vallée        | Idemasport-BioWanze                | z.t.   |
| 9                           | Koen Barbé          | Landbouwkrediet-Euphony            | z.t.   |
| 10                          | Jan Kuyckx          | Marco Polo Cycling-Donckers Koffie | z.t.   |